# Epipagis lygialis
Epipagis lygialis is een vlinder uit de familie van de grasmotten (Crambidae), uit de onderfamilie van de Spilomelinae. De wetenschappelijke naam van deze soort is voor het eerst voorgesteld als Orobena lygialis door Pieter Snellen in een publicatie uit 1899.
De soort komt voor in Borneo en Java.